# Јосип Дуванчић
Јосип Дуванчић (Развође, 1. октобар 1935 — Београд, 17. април 2023) био је југословенски и хрватски фудбалски тренер.
Био је тренер београдског Партизана у сезони 1979/80.

## Каријера
Дуванчић је рођен у Развођу, селу код Дрниша. У Партизану провео две сезоне од 1956. до 1958. године, уписао је 18 првенствених утакмица и постигао два гола. Такође је помогао клубу да освоји Куп Југославије 1956–57. године, доприневши у том успеху са два гола.
Након боравка у Војводини, Дуванчић се придружио југословенском друголигашу Слободи Тузла 1960. Помогао је клубу да избори пласман у Прву лигу Југославије 1962. Пре пензионисања, Дуванчић је такође играо у иностранству за Измирспор у Турској.

### Тренерска каријера
По завршетку играчке каријере, Дуванчић је био помоћник шефа стручног штаба Слободе Душана Варагића, а касније Муниба Сарачевића. Заменио је Сарачевића на месту менаџера у новембру 1970. године, успевши да спасе клуб од испадања и да се те сезоне пласира у финале Купа Југославије. Године 1976. Дуванчић је напустио ту позицију и преузео сплитски Хајдук и освојио Куп Југославије 1976–77. Послије је две сезони водио нишки Раднички.
У лето 1979. Дуванчић је постављен за шефа стручног штаба Партизана и сезону је завршио на 13. месту. Потом је водио још неколико југословенских клубова: Осијек, Војводину,Будућност Титоград, Напредак и Раднички.
У сезони 1986–87, Дуванчић је био тренер Сарјиера у Турској.

## Трофеји (као играч)

### Партизан
- Куп Југославије (1) : 1956/57.

## Трофеји (као тренер)

### Хајдук Сплит
- Куп Југославије (1) : 1976/77.